# Diamonds and Pearls (Princeov album)
Diamonds and Pearls je trinaesti studijski album američkog glazbenika Princea, te ujedno i prvi na kojem surađuje sa svojim sastavom The New Power Generation. Objavila ga je diskografska kuća Warner Bros. Records na dan 1. listopada 1991. Na albumu se nalaze neki od Princeovih najvećih hitova kao što su "Cream", "Diamonds and Pearls" i "Gett Off". Album je nazvan po plesačicama "Diamond" i "Pearl" (Lori Werner i Robia LaMorte) koje se nalaze na omotu albuma. Omot prvog izdanja ima holografsku sliku Princea i plesačica, dok sva ostala izdanja imaju običan omot. Plesačice se pojavljuju i u video spotovima za "Cream", "Strollin'", "Gett Off" i "Diamonds and Pearls".

## Popis pjesama
| Br. | Skladba                                     | Trajanje |
| --- | ------------------------------------------- | -------- |
| 1.  | »Thunder«                                   | 5:45     |
| 2.  | »Daddy Pop«                                 | 5:17     |
| 3.  | »Diamonds and Pearls«                       | 4:45     |
| 4.  | »Cream«                                     | 4:13     |
| 5.  | »Strollin'«                                 | 3:47     |
| 6.  | »Willing and Able«                          | 5:00     |
| 7.  | »Gett Off«                                  | 4:31     |
| 8.  | »Walk Don't Walk«                           | 3:07     |
| 9.  | »Jughead«                                   | 4:57     |
| 10. | »Money Don't Matter 2 Night«                | 4:46     |
| 11. | »Push«                                      | 5:53     |
| 12. | »Insatiable«                                | 6:39     |
| 13. | »Live 4 Love (Last Words from the Cockpit)« | 6:59     |